# منطقة ليشنغ (تشوانتشو)
ليشنغ هي منطقة في تشوانتشو، مقاطعة فوجيان، جمهورية الصين الشعبية.

## جغرافيا
تتكون منطقة ليشنغ من جزأين، يفصل بينهما نهر جين. على الجانب الشمالي الشرقي من النهر، تتربع منطقة ليشنغ على عدة كيلومترات مربعة تشمل معظم مركز تشوانتشو التاريخي. وهذا محاط من جميع الجهات (عدا النهر) بمنطقة فنغزي. على الجانب الجنوبي الشرقي الأيمن، تشتمل منطقة ليشنغ على منطقة أكبر بكثير، مع كل من الأجزاء الحضرية والضواحي.

## هندسة معمارية
مقارنةً بالعديد من المدن الأخرى في الصين، فإن ليشنغ لديها الكثير ومهنه سلامة مركزها التاريخي. مركز ليشنغ التاريخي لا يعتبر مركز المدينة الصيني النموذجي، حيث يوجد العديد من المباني والكنائس ذات التأثير الأوروبي أيضًا. مع الأخذ في الاعتبار أنها مدينة ساحلية، فهذا ليس مفاجئًا.

## المعالم الثقافية
تقع معظم المعالم التاريخية في وسط مدينة تشوانتشو ضمن منطقة ليشنغ.
- معبد كايوان
- مسجد تشينغ جينغ أو مسجد الأصحاب

## الإدارة
تضم المنطقة ثماني مقاطعات فرعية :
- جيانغنان ( 江南街道 )
- فيكياو ( 浮桥街道 )
- جين لونغ ( 金龙街道 )
- شانغتاي ( 常泰街道 )
- كايوان ( 开元街道 )
- ليزهونغ ( 鲤中街道 )
- هايبين ( 海滨街道 )
- لينجيانغ ( 临江街道 )

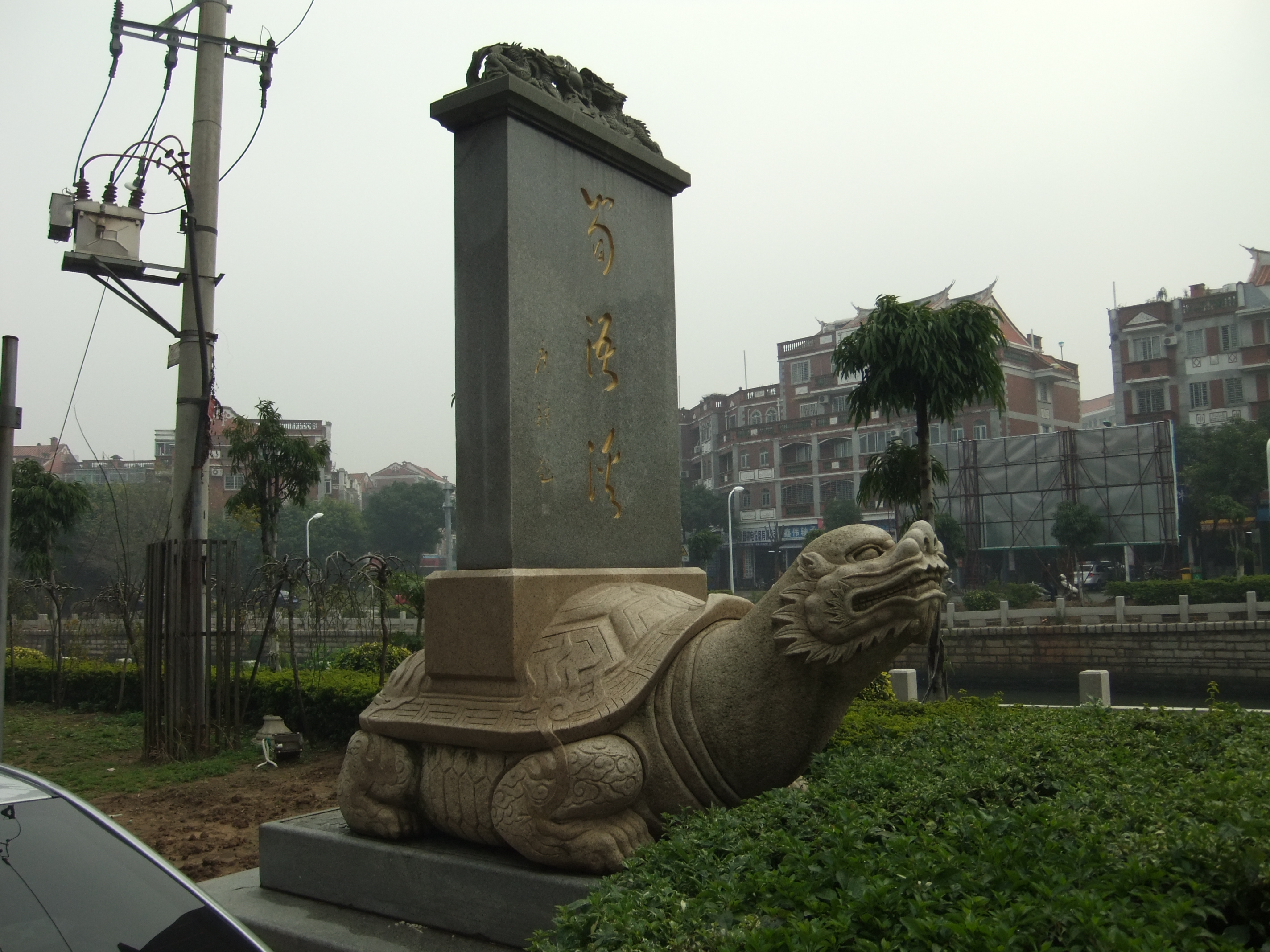
سلحفاة مثبتة من قبل حكومة مقاطعة ليشنغ في عام 1998 على ضفة Sunwu Creek ، بمناسبة الانتهاء من مشروع تجريف على الخور المذكور (ذو أهمية للسيطرة المحلية على الفيضانات)

هناك أيضًا منطقة حديقة واحدة على مستوى البلدة ( 园区 ):
- جيانغنان جاوكسين ( 江南高新园区 )